# Macrognathus zebrinus
Macrognathus zebrinus är en fiskart som först beskrevs av Blyth, 1858.  Macrognathus zebrinus ingår i släktet Macrognathus och familjen Mastacembelidae. IUCN kategoriserar arten globalt som livskraftig. Inga underarter finns listade i Catalogue of Life.